# برمجة وصفية
البرمجة الوصفية تقنية من تقنيات البرمجة تمكن البرنامج من اعتبار البرامج الأخرى بيانات ومعاملتها كذلك، وتستعمل فيها لغة وصفية.